# Лэтимер-роуд (станция метро)

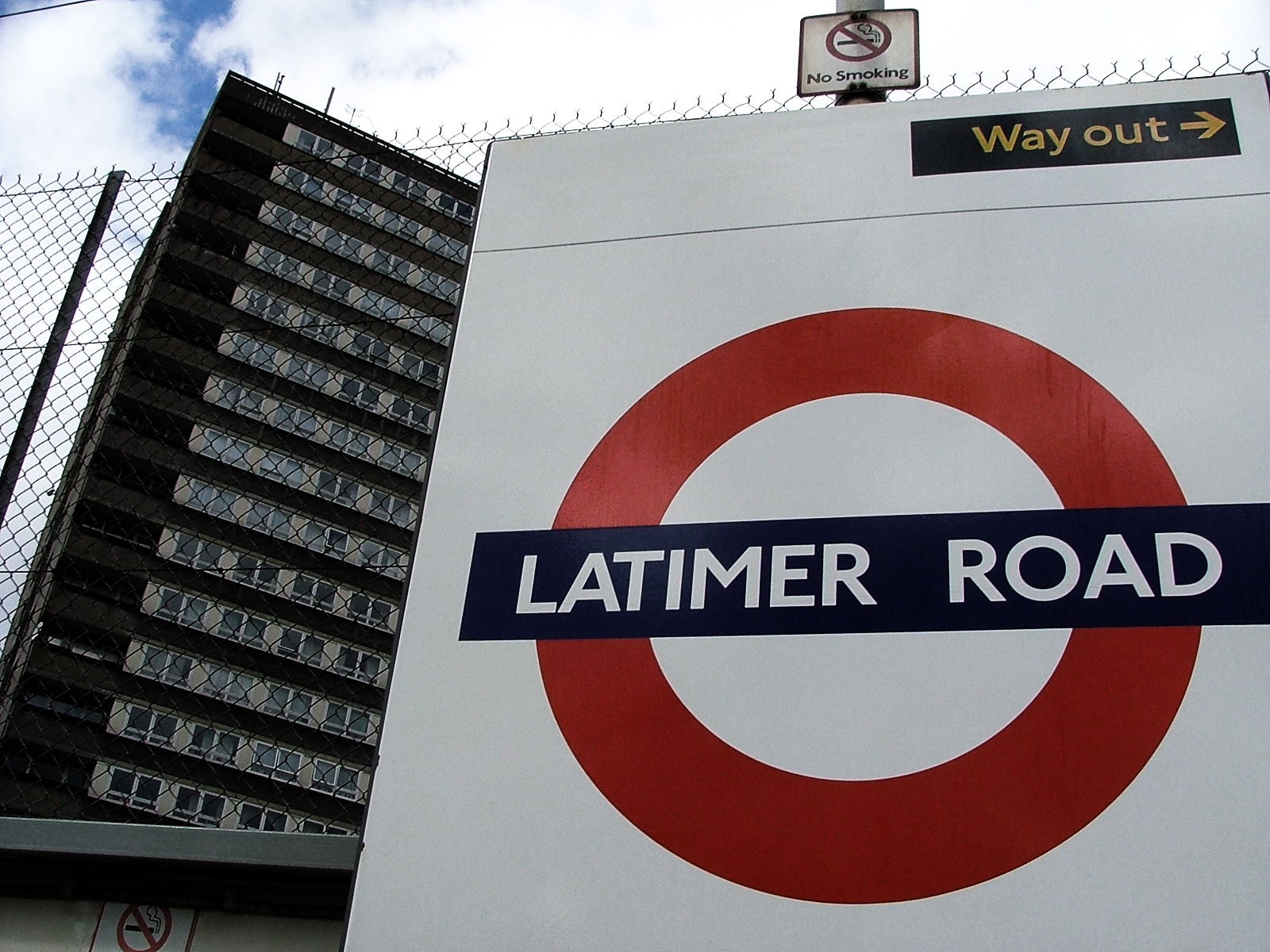
Рондель у входа на станцию

«Лэтимер-роуд» (англ. Latimer Road) — станция лондонского метрополитена в районе Норт Кенсингтон округа Кенсингтон-энд-Челси. Станция относится к линии Хаммерсмит-энд-Сити и располагается между станциями «Шеффердс Буш» и «Лэдброк-Гроув». Относится ко второй тарифной зоне.

## История станции
Открытие станции состоялось 16 декабря 1868 года после постройки соединительной линии между двумя железнодорожными ветками: линии метро Хаммерсмит-энд-Сити Рэйлвэй (англ. Hammersmith & City Raiway) (управляемой компанией Great Western Railway), проложенной между станциями «Уэстбурн-парк» и «Хаммерсмит», и железнодорожной линии West London Railway (WLR), проложенной между станциями «Уиллесдэн Джанкшэн» и «Эддисон-роуд». Поезда до станции «Эддисон-роуд» ходили через данную соединительную линию до 1940 года, после чего данную соединительную линию разобрали. Между станциями «Лэтимер-роуд» и «Эддисон-роуд» существовала ныне закрытая станция «Уксбридж-роуд».

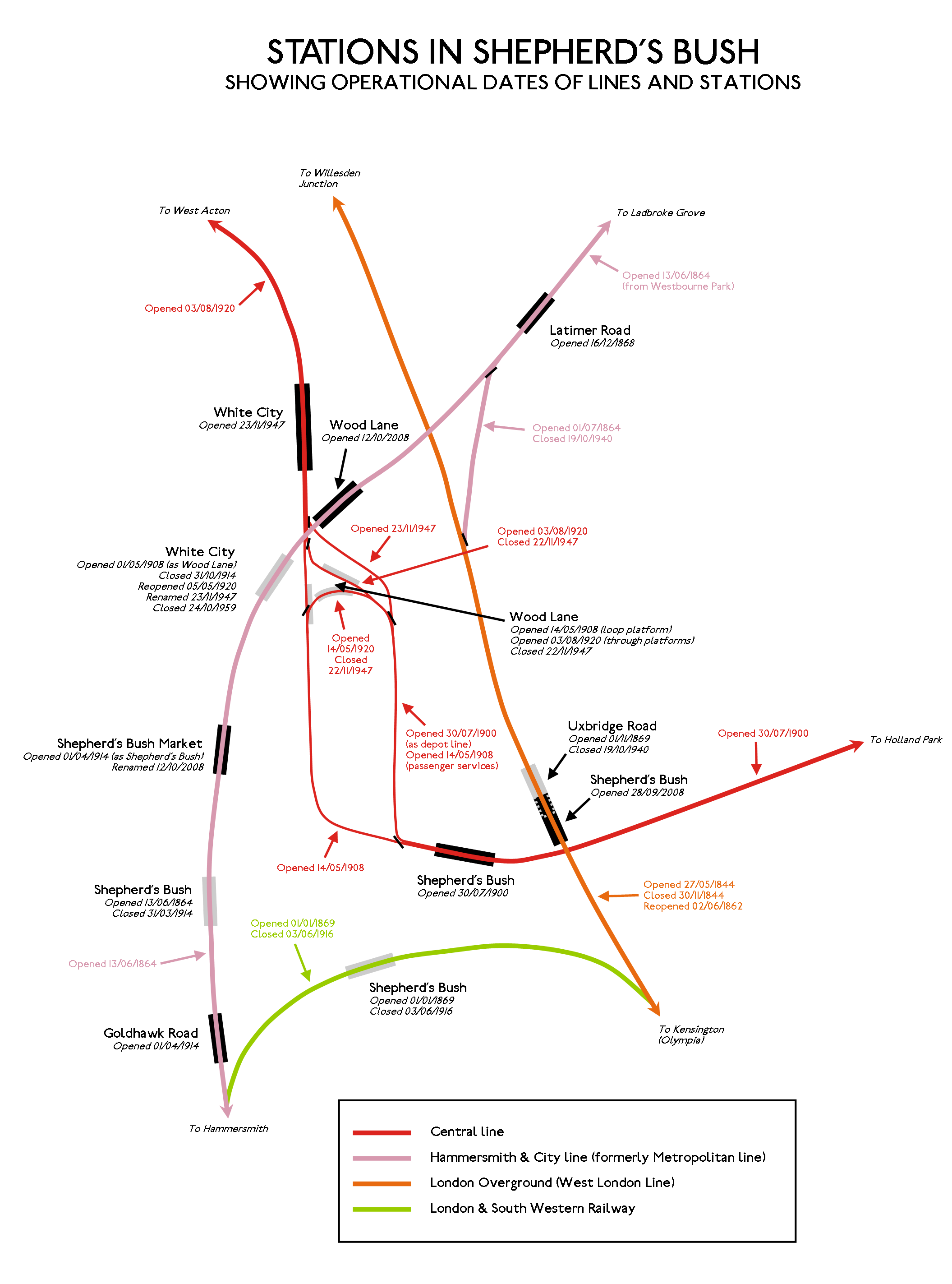
Схема, изображающая закрытые и ныне действующие станции метро и железной дороги в районе Шеффердс Буш

Кассовый павильон станции находится внутри арочных опор, поддерживающих путепровод, по которому проходят поезда метро. Пассажиры поднимаются на перрон по ступенькам, большая часть которых, также как и свод, сохранила свой исторический облик.
В отличие от большинства других станций лондонского метро станция «Лэтимер-роуд» не расположена рядом с улицей, давшей ей своё название. Улица Лэтимер-роуд расположена в 500 метрах от станции на другой стороне путепровода Уэствэй, по которому проходит трасса А40 — таким образом, улица расположена на северной стороне эстакады, а станция — на южной. До 1964 года (момента начала строительства путепровода и соединённой с ним и также поднятой на эстакаду развязки) улица Лэтимер-роуд проходила чуть южнее как раз рядом со станцией. Строительство путепровода потребовало ликвидации центральной части улицы, после чего южная часть улицы, оставшаяся без связи с северной была переименована в улицу Фрестон-роуд. Но, несмотря на это, станция «Лэтимер-роуд» сохранила своё историческое название.

## Перспективы дальнейшего развития
Между станциями «Лэтимер-роуд» и «Шеффердс Буш» в 2008 году будет открыта новая станция под названием «Вуд-лэйн».